# Koningin Emmaplein ('s-Hertogenbosch)
Het Emmaplein in 's-Hertogenbosch is vernoemd naar Emma van Waldeck-Pyrmont. Het is gelegen in de wijk 't Zand vlak bij het station, en aan de Koninginnelaan. Kenmerkend voor het plein is de groenvoorziening  met daarop een Heilig Hartbeeld.
Aan dit plein was tot 2013 het kantoor van het Brabants Dagblad gevestigd. Op dezelfde locatie stond tot 1973 de Sint-Leonarduskerk, een in neogotische stijl gebouwde kerk. Ook het eerste station van 's-Hertogenbosch heeft hier gestaan. Dit station was doelbewust gemaakt van hout, omdat het snel afgebroken moest kunnen worden. De reden hiervoor was dat men een vrij schootsveld nodig had als er dreiging vanuit het noorden kwam. In de tijd dat het werd gebouwd, mochten er buiten de stadsmuren geen stenen bouwwerken gebouwd worden.
Aan de overkant van het plein staat het kantoorgebouw 'De Binderij', in 1917 ontworpen door Jan Stuyt. Tot 1976 was dit gebouw het kantoor van Brabants Dagblad. Het gebouw heeft een commerciële en woonfunctie gekregen. Het markante flatgebouw uit 1922 aan de oostzijde is ontworpen door H.W. Valk. Het eerste kantoor van de Volkskrant stond aan het Emmaplein en werd in 1932 in gebruik genomen. Bij de bevrijding van 's-Hertogenbosch zijn verschillende gebouwen rondom het plein verwoest.

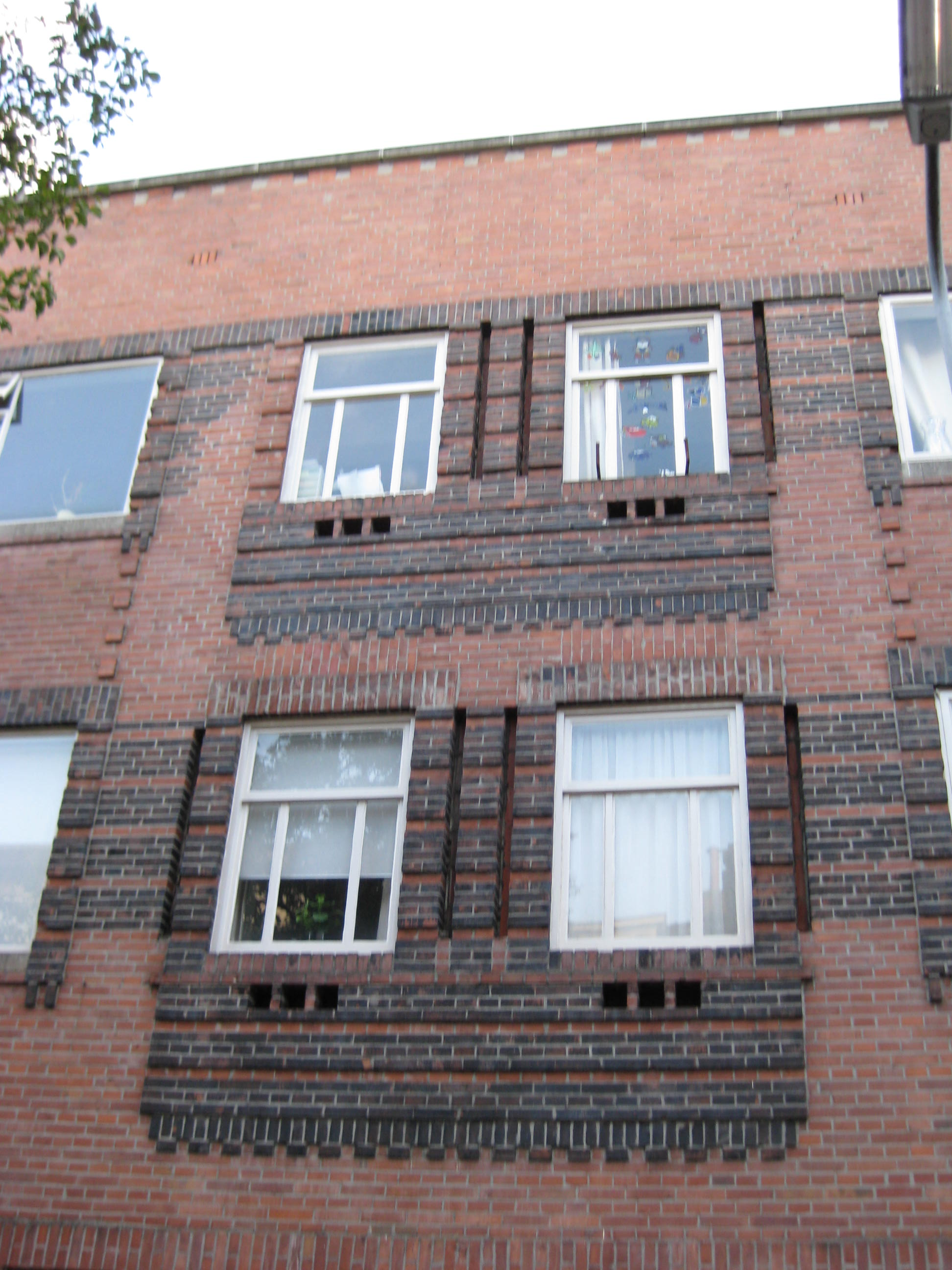
Detail flatgebouw (H.W. Valk)
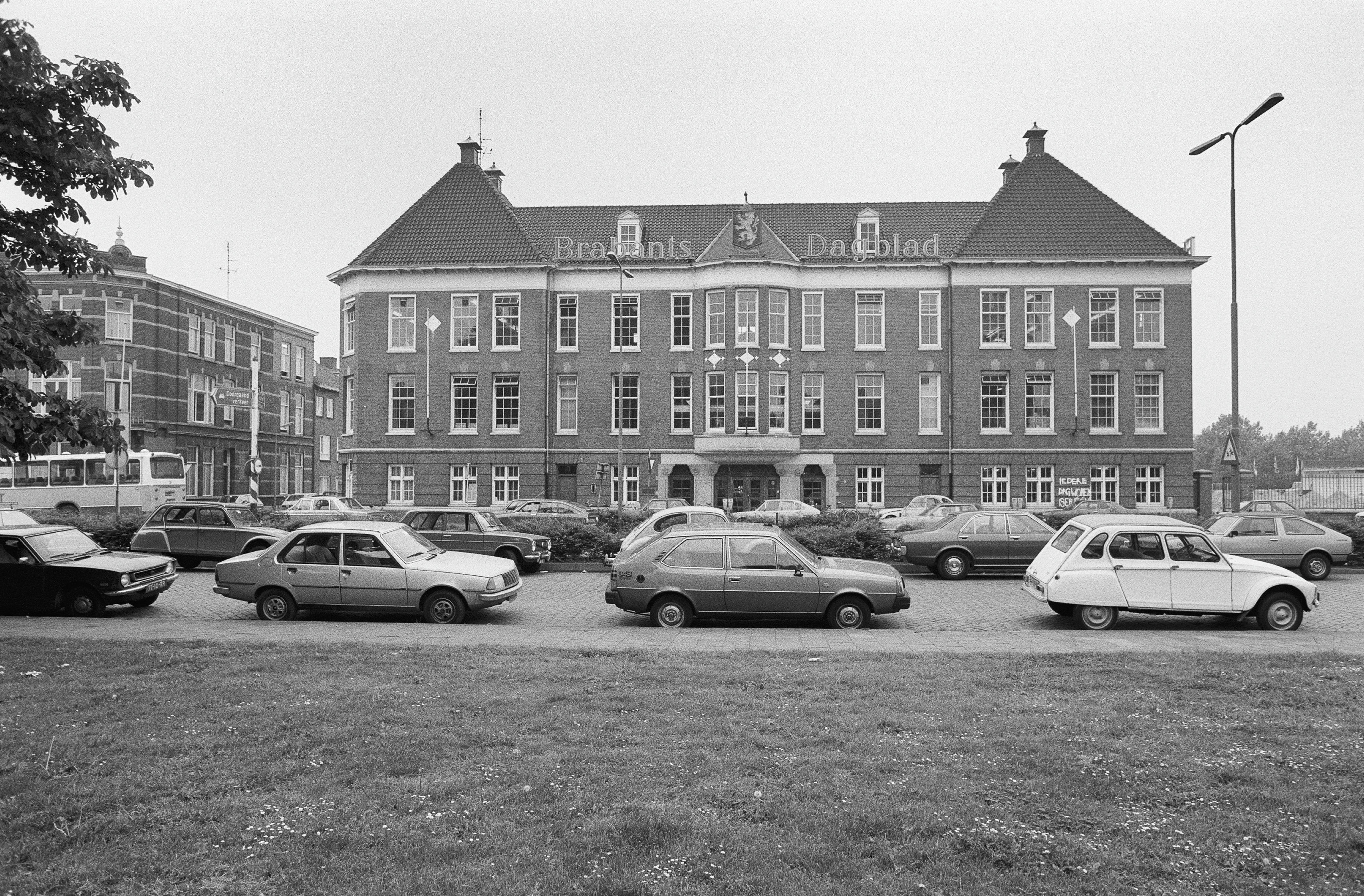
Brabants Dagblad 1917-1976